# Meir Tzvi Bergman
Pour les articles homonymes, voir Bergman.

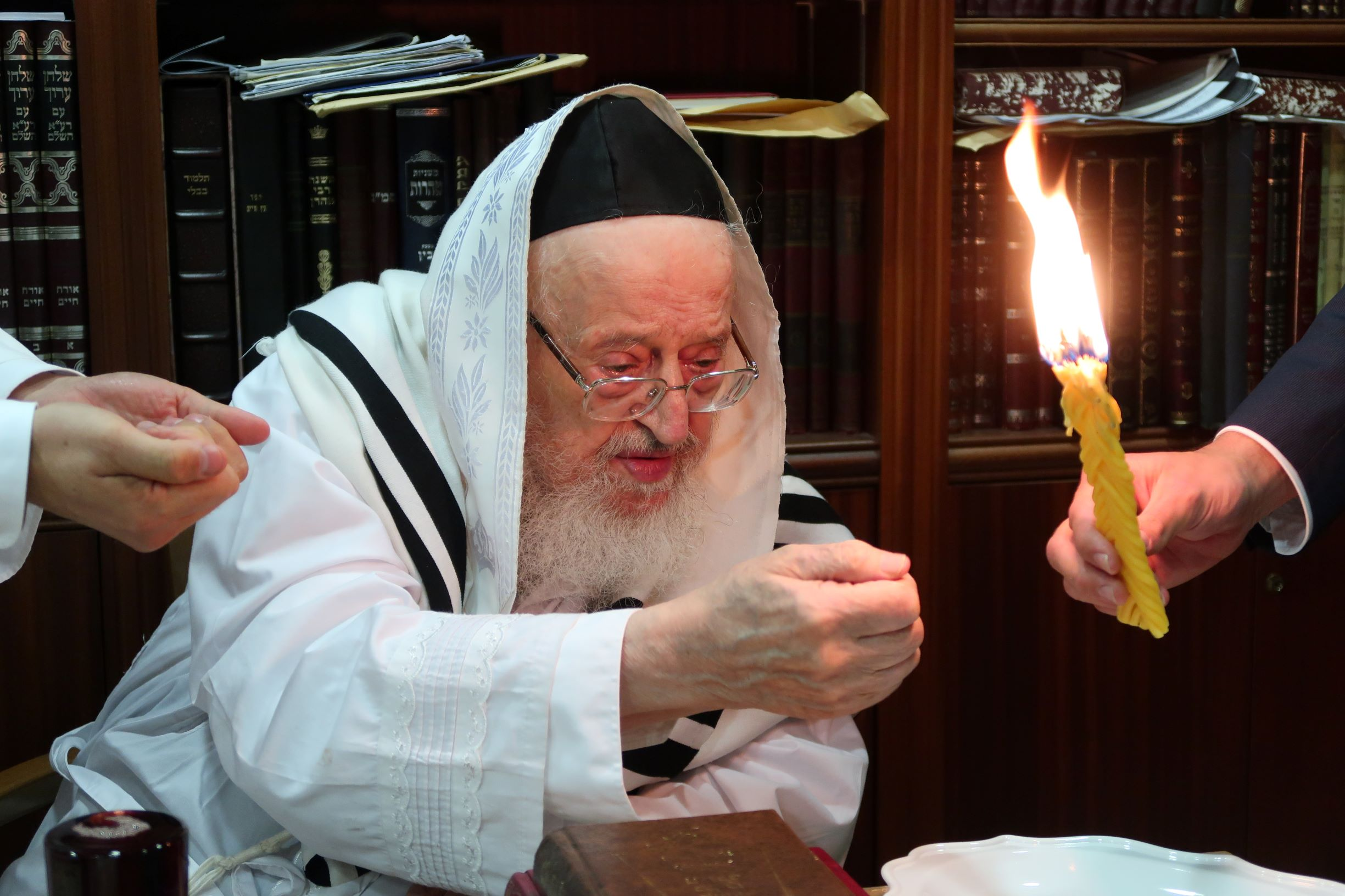
Le rabbin Meir Tzvi Bergman faisant la Havdala à la fin de Yom Kippour.

Meir Tzvi Bergman, né le 1er juin 1930 dans la Vieille ville de Jérusalem, est le Rosh Yeshiva de la Yechiva Rashbi à Bnei Brak et membre Le plus ancien du Moetzes Gedolei HaTorah (Conseil des Grands Sages de la Torah) du Degel HaTorah.

## Biographie
Meir Tzvi Bergman est né le 1er juin 1930 dans la Vieille Ville de Jérusalem. Il est le fils du rabbin Moshe Bergman et de Alta Liba Raizil Hershler. Il est d'une septième génération à Jérusalem, descendant du rabbin Eliezer Bergman.
Son père, Moshe Bergman, est né le 20 février 1909, à Jérusalem, et est mort le 11 décembre 1977 à Bnei Brak.
Sa mère, Alta Liba Raizil Bergmn, née le 19 janvier 1910 à Jérusalem, meurt le 2 novembre 1937 à Bethlehem à l'âge de 27 ans, du typhus alors que Meir Tzvi Bergman n'a que 7 ans et demi. Il y avait alors une épidémie de typhus à Jérusalem. Elle est la fille du rabbin Yonah Zev Hershler. Le père de Meir Tzvi Bergman se remarie et va s'installer à Meron. Sa deuxième épouse, Rachel Malik, est née en 1909 en Hongrie et est morte en 1957. Il épouse en troisièmes noces Sara Weitz.
Meir Tzvi Bergman a un frère, Nachum Bergman, né le 20 octobre 1931 et assassiné par un terroriste musulman extrémiste à Bethlehem,.

### Études
Meir Tzvi Bergman ne va pas vivre à Meron avec son père mais va étudier à Bnei Brak, à la Yeshiva Tiferes Tzion, fondée en novembre 1935, à l'initiative du Hazon Ish. 
Il étudie ensuite à la Yechiva de Łomża  à Petah Tikva, sous la direction entre autres du rabbin Elazar Shach, dont il deviendra le gendre, en épousant Devorah Schach (née à Kletsk dans les années 1920). Ils auront 9 enfants.

### Rosh Yeshiva
Il devient Rosh Yeshiva de Rashbi à Bnei Brak.

## Vision du monde
Le rabbin Bergman exprime et représente les enseignements conservateurs de son beau-père le rabbin Shach, comme sur la question de l'immigration juive vers le mont du Temple, la restitution des territoires, sur la question « Qui est juif ? et le recrutement des membres de Yeshiva.

## Œuvres
- (he) Mavo Shearim
- (en) Gateway to the Talmud.  Artscroll/Mesorah[13] (ISBN 0899062083), (ISBN 9780899062082)
- Shaarei Orah (Commentaire sur la Torah). Philipp Feldheim. 1997.  (ISBN 0873068556),  (ISBN 978-0873068550)